# Egelsee-Ried
Das Gebiet Egelsee-Ried ist ein mit Verordnung vom 12. Juli 1983 des Regierungspräsidiums Tübingen ausgewiesenes Naturschutzgebiet (NSG-Nummer 4.110) im Südosten der baden-württembergischen Stadt Pfullendorf im Landkreis Sigmaringen in Deutschland.

## Lage
Das rund 5,3 Hektar große Naturschutzgebiet Egelsee-Ried gehört naturräumlich zum Oberschwäbischen Hügelland. Es liegt etwa vier Kilometer südöstlich der Pfullendorfer Stadtmitte in der Gemarkung Großstadelhofen, auf einer durchschnittlichen Höhe von 670 m ü. NN

## Schutzzweck
Der wesentliche Schutzzweck ist die Erhaltung eines Feuchtgebietes (Niedermoor) und eines Sekundärbiotops (stillgelegte Kiesgrube) mit einer arten- und individuenreichen Feuchtbiotopsflora und -fauna. Durch die Kombination beider Gebiete entsteht eine Ausgleichs- und Regenerationsfläche inmitten der intensiv genutzten Agrarlandschaft.

### Partnerschutzgebiete
Das Naturschutzgebiet Egelsee-Ried ist Teil des FFH-Gebiets Riede und Gewässer bei Mengen und Pfullendorf.